# Zăpodeni
Zăpodeni là một xã thuộc hạt Vaslui, România. Dân số thời điểm năm 2002 là 4229 người.